# Rudolf VI. von Werdenberg-Sargans

Das Wappen der Grafen von Werdenberg-Sargans

Rudolf VI. von Werdenberg-Sargans (* 1344; † 1367 in Rhodos) war ein Graf aus dem Geschlecht Werdenberg, einer Adelsfamilie im Oberrheintal. Er gilt als der zweite Graf der Grafschaft Vaduz.

## Leben
Rudolf VI. von Werdenberg-Sargans war ein Sohn von Hartmann III. von Werdenberg-Sargans. Seine Mutter war Agnes von Montfort-Feldkirch. Da sein Vater 1354 starb, stand er unter der Obhut seines Onkels Rudolf IV. von Werdenberg-Sargans, der zusammen mit seiner Mutter die Herrschaft über das heutige Liechtenstein bis zu seiner Volljährigkeit übernahm. Sein Vater und sein Onkel hatten am 3. Mai 1342 im Schloss Sargans eine Urkunde zur Landesteilung unterschrieben. Dadurch ist die Herrschaft Werdenberg-Sargans in eine links- und eine rechtsrheinische Hälfte geteilt worden. Der Rhein bildet noch heute die Grenze zwischen Österreich, Liechtenstein und der Schweiz. Erst 1363 konnte er die Herrschaft über Vaduz übernehmen und regierte zusammen mit seinem Bruder Rudolf VI. von Werdenberg-Sargans. Sein dritter Bruder war in den geistlichen Stand eingetreten und wurde später Bischof von Chur. 1365 beteiligte er sich an einer Fehde gegen Konrad von Freiberg und geriet dabei in Gefangenschaft. Er wurde aber von seiner Familie gegen ein Lösegeld freigelassen. Am 6. Dezember 1366 brach er zusammen mit seinem Onkel, Graf Ulrich III. von Montfort-Feldkirch, zu einer Pilgerreise nach Jerusalem auf, beide starben aber 1367 auf Rhodos.